# Stichting ter Bevordering van het Toerisme
De Stichting ter Bevordering van het Toerisme, Engelse naam:  Surinam Tourist Board, was een belangenorganisatie ten behoeve van de Surinaamse toerismesector. Deze overheidsinstelling werd in 1954 opgericht, een jaar nadat Suriname zich aansloot bij de CTDA, de voorloper van de Caraïbische Toerismeorganisatie (1953).
De eerste voorzitter van de stichting was Mr. C.M. Elenbaas. De voorganger van de stichting, de Surinaamse Vereniging van Vreemdelingenverkeer (VVV), ging in 1954 over tot liquidatie en stelde haar kas ter beschikking aan de nieuw-opgerichte stichting. De staatsgreep van 25 februari 1980 maakte een einde aan de meeste overheidsplannen voor de toerismesector; de stichting zelf werd in oktober 1981 opgeheven.